# Badovinci (Ozaly)
Badovinci falu Horvátországban, a Károlyváros megyében. Közigazgatásilag Ozalyhoz tartozik.

## Fekvése
Károlyvárostól 30 km-re, községközpontjától  14 km-re északnyugatra, a Zsumberki-hegység déli lejtőin, a szlovén határ mellett fekszik. Településrészei: Badovinci Donji, Badovinci Gornji, Magovci és Priselje.

## Története
A török elől menekülő görögkatolikus uszkókok által alapított hegyi települések közé tartozik. Az 1830-as urbárium szerint a faluban 13 ház állt 188 görögkatolikus lakossal. 
A településnek 1857-ben 220, 1910-ben 290 lakosa volt. A trianoni békeszerződésig Zágráb vármegye Jaskai járásához tartozott. 2011-ben 24-en lakták. Lakói mezőgazdasággal, állattenyésztéssel, szőlőtermesztéssel foglalkoztak.

## Lakosság
| Lakosság változása | Lakosság változása | Lakosság változása | Lakosság változása | Lakosság változása | Lakosság változása | Lakosság változása | Lakosság változása | Lakosság változása | Lakosság változása | Lakosság változása | Lakosság változása | Lakosság változása | Lakosság változása | Lakosság változása | Lakosság változása |
| ------------------ | ------------------ | ------------------ | ------------------ | ------------------ | ------------------ | ------------------ | ------------------ | ------------------ | ------------------ | ------------------ | ------------------ | ------------------ | ------------------ | ------------------ | ------------------ |
| 1857               | 1869               | 1880               | 1890               | 1900               | 1910               | 1921               | 1931               | 1948               | 1953               | 1961               | 1971               | 1981               | 1991               | 2001               | 2011               |
| 220                | 285                | 315                | 330                | 267                | 290                | 270                | 258                | 222                | 206                | 159                | 96                 | 53                 | 51                 | 31                 | 24                 |

## Nevezetességei
A falu Szent Miklósnak szentelt görögkatolikus temploma a kašti plébániához tartozik.